# Грин, Уильям Кёртис
Уильям Кёртис Грин (англ. William Curtis Green; 16 июля 1875, Хэмпшир — 26 марта 1960, Лондон) — английский архитектор. Работал в Лондоне. В 1942 году был награждён Королевской золотой медалью. Около двадцати его проектов внесены в список памятников архитектуры. Младший брат мастера и дизайнера мебели Артура Ромни Грина.

## Биография
Кёртис Грин родился в Альтоне, графство Хэмпшир (Юго-Восточная Англия). Он был вторым сыном Фредрика Грина, адвоката, и его жены Марии Хит Кёртис. Его старший брат Артур был ремесленником и проектировщиком мебели, у него была собственная мастерская в Крайстчёрче, Хэмпшир. Уильям получил образование в Ньютон-колледже в Девоне и изучал машиностроение в Технической школе Уэст-Бромиджа, однако по совету старшего брата занялся изучением архитектуры в Бирмингемской школе искусств. Он стал сотрудником Джона Белчера и обучался в школах Королевской академии художеств. В 1903 году Кёртис стал ассоциированным членом Королевской академии и в 1910 году получил первый приз на выставке в пригороде Ромфорд-Гарден.
В 1923 году Уильям Кёртис Грин был избран членом Королевской академии художеств, а десятью годами позже стал полноправным академиком. В 1942 году Грин был награждён золотой медалью Королевского института британских архитекторов (RIBA) и стал председателем совета по архитектурному образованию. Он был назначен президентом Архитектурной ассоциации, состоял членом Королевской комиссии изящных искусств (Royal Fine Arts Commission) и сотрудником Французской академии. В течение тридцати восьми лет служил в Главном благотворительном институте художников (Artists' General Benevolent Institution).
Кёртис Грин был дважды женат. Первый раз в 1899 году женился на Сисели Диллворт, урождённой Ллойд (ок. 1872—1934). У них был сын Кристофер и четыре дочери: Сисели Элис, Маргрет Элизабет, Джоан Присцилла и Агнес Мэри. Вскоре после смерти Сисели в 1934 году Кёртис Грин познакомился с Лаурой Гвенллиан Джеймс, урождённой Райс (ок. 1874—1952), на которой женился 2 августа 1935 года.
Уильям Кёртис Грин умер в Лондоне 26 марта 1960 года в возрасте восьмидесяти четырёх лет. Мемориал архитектору находится в церкви Сент-Джеймс на Пиккадилли. Его сын Кристофер и зять Энтони Ллойд продолжили семейное дело.
Среди наследников Кёртиса Грина были внук, архитектор Джереми Сэмпсон (Сэм) Ллойд (1930—2009), и внучка: художник и дизайнер Элизабет Джейн Ллойд (1928—1995). Сэм Ллойд продолжил семейный бизнес Ллойда Грина и Адамса после выхода на пенсию своего отца Энтони в 1970 году. Правнук Кёртиса Грина, Майкл, реставратор мебели, работает в Баттерси, на юго-западе Лондона.

## Профессиональная деятельность
Уильям Кёртис Грин начал собственную практику в 1898 году; его первые проекты включали внешний вид нескольких электростанций, в том числе трамвайной электростанции в Бристоле (1899), которую альманах «Историческая Англия» назвал лучшей из всех.
В 1910 году Кёртис Грин стал партнёром лондонских архитекторов Dunn & Watson, которые часто оставляли его во главе фирмы. В том же году Комитет по выставкам проектов городских домов и коттеджей в парке Гидеа, возглавляемый либеральным членом парламента Джоном Бёрнсом, обратился с просьбой к архитекторам принять участие в новом конкурсе домостроения. Цель конкурса состояла в том, чтобы «обеспечить семьи хорошо построенным, современным домом, независимо от класса или статуса», и «привести города в деревню, а деревню в города». Кёртис Грин разработал для конкурса два проекта: один, коттедж класса II, и дом класса I. Когда его друг Эдвин Лаченс в 1912 году отправился в Нью-Дели строить дворец вице-короля Индии (Раштрапати-Бхаван), он попросил Кёртиса Грина взять на себя управление его офисом. Эта дало возможность Грину расширить свои организаторские навыки.
С 1927 года Кёртис много проектировал и строил в центре Лондона, в основном банковские и административные здания на Пиккадилли.
В 1919 году Кёртис установил партнёрские отношения со своим сыном Кристофером и зятем Энтони Ллойдом. Среди построенных ими многочисленных зданий — церковь Всех Святых в Ширли, Кройдон. Их офисы располагались по адресу: 5 Pickering Place, St. James’s Street, Лондон. В последние годы своей карьеры Кёртис Грин передал своему зятю и сыну большую часть работы. Среди его последних проектов — новый корпус Скотленд-Ярда (1935—1940). Примерно в это же время Грин проектировал здание Общества страхования справедливости и права (Equity and Law Life Assurance Society) в Линкольнс-Инн-Филдс (1936—1937).
Однако самым известным проектом Кёртиса является здание отеля «Дорчестер» на Парк-лейн, строительство которого было начато Оуэном Уильямсом, а затем было три разных архитектора, прежде чем Кёртиса Грина попросили взять строительство на себя. Ограниченный уже заложенным фундаментом и имея всего четырнадцать месяцев на завершение проекта, он сумел добиться успеха.

## Основные постройки
- Коттедж в Кройдоне, Лондон. 1911
- Ресторан «Волсли» на Пиккадилли, Лондон. 1921
- Новое здание Скотланд-Ярда. 1935—1940
- Отель Куинс. 1937. Лидс, Йоркшир
- Отель «Дорчестер». Парк-лейн, Лондон. 1931